# 塞尔万
塞尔万（法語：Servins，法語發音：[sɛʁvɛ̃]）是法国上法蘭西大區加来海峡省的一个市镇，属于朗斯区。

## 地理
塞尔万（50°24'31"N, 2°38'16"E）面积6.36 平方千米，位于法国上法蘭西大區加来海峡省，该省份为法国北部沿海省份，西北濒北海，南至索姆省，东临北部省。
与塞尔万接壤的市镇（或旧市镇、城区）包括：埃尔桑-库皮尼、布维尼布瓦耶夫勒、康布兰拉贝、埃斯特雷科希、弗雷尼库尔-勒多尔芒、古伊塞尔万、维莱欧布瓦。

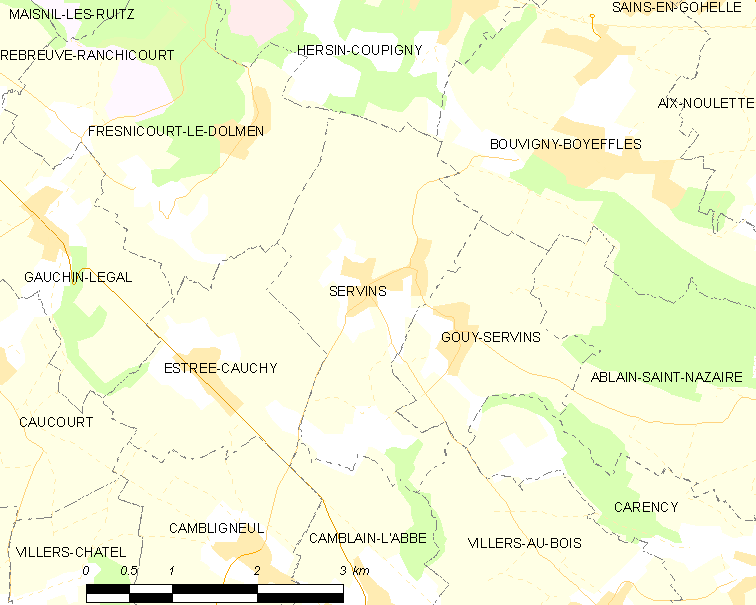
塞尔万的OSM定位图

塞尔万的时区为UTC+01:00、UTC+02:00（夏令时）。

## 行政
塞尔万的邮政编码为62530，INSEE市镇编码为62793。

## 政治
塞尔万所属的省级选区为比利莱米讷县。

## 人口

1962-2008年间塞尔万人口变化图示

塞尔万于2022年1月1日时的人口数量为1146人。